# Le Criminel aux abois
Pour plus de détails, voir Fiche technique et Distribution.
Le Criminel aux abois (Nowhere to Go) est un film britannique réalisé par Seth Holt et Basil Dearden, sorti en 1958.

## Synopsis
À Londres, avec l'aide de son complice Victor Sloane, Paul Gregory s'évade de prison peu après avoir été condamné à 10 ans pour vol, et s'installe dans un appartement dont le propriétaire est absent pour trois mois. Pendant qu'il se repose, Paul repense au crime pour lequel il a été arrêté.
Après avoir gagné la confiance de Mme Jefferson, Paul avait réussi à lui faire signer un mandat pour vendre à sa place une collection de pièces rares. Une fois cette vente effectuée et payée en liquide, Paul a placé l'argent dans un coffre à la banque. Pensant n'être condamné qu'à 5 ans, et bénéficier ensuite d'une remise de peine pour bonne conduite, Paul s'était arrangé pour se faire arrêter, le but étant une fois libre de récupérer l'argent et quitter le pays. Mais comme il a refusé d'aider la police à retrouver l'argent, il a été condamné à 10 ans.
Mais rien ne va se passer comme prévu.

## Fiche technique
- Titre original : Nowhere to Go
- Titre français : Le Criminel aux abois
- Réalisation : Seth Holt et Basil Dearden
- Scénario : Seth Holt, Kenneth Tynan, d'après le roman de Donald MacKenzie
- Direction artistique : Peter Proud, Alan Withy
- Photographie : Paul Beeson
- Son : Norman King
- Montage : Harry Aldous
- Musique : Dizzy Reece
- Production : Michael Balcon
- Production associée : Eric Williams
- Société de production : Ealing Films
- Société de distribution : Metro-Goldwyn-Mayer
- Pays d'origine :  Royaume-Uni
- Langue originale : anglais
- Format : Noir et blanc  — 35 mm — 2,1:1 — son mono
- Genre : Thriller
- Durée : 89 minutes
- Dates de sortie : 
  - Royaume-Uni : 2 décembre 1958
  - France : 9 février 1962

## Distribution
- George Nader : Paul Gregory
- Maggie Smith : Bridget Howard
- Bernard Lee : Victor Sloane
- Bessie Love : Harriet P. Jefferson
- Geoffrey Keen : l'inspecteur Scott
- Maggie Rennie : Mary, l'épouse de Victor
- Andrée Melly : Rosa
- Howard Marion-Crawford : Mack Cameron
- Harry H. Corbett (en) : Danny Sullivan
- Lionel Jeffries : le vendeur du magasin animalier

## Distinctions

### Nominations
- BAFTA 1959 : Meilleur nouveau venu dans un rôle principal pour Maggie Smith